# Carl Hjalmar Borgstrøm
Carl Hjalmar Borgstrøm, född 12 oktober 1909 i Kristiania, död 14 september 1986 i Oslo, var en norsk språkvetare.
Borgstrøm tjänstgjorde som professor i jämförande indoeuropeisk språkvetenskap vid Universitetet i Oslo 1947–1976. Förutom skrifter inom både jämförande och allmänspråkliga ämnen, vilka präglades av strukturalismen, publicerade han även beskrivningar av skotsk gaeliska dialekter. Hans Innføring i sprogvidenskap (1958) bidrog starkt till utvecklingen av norsk språkvetenskap och den norska språkvetenskapliga miljön.
Carl Hjalmar Borgstrøm var son till tonsättaren Hjalmar Borgstrøm.